# U-81 (1941)
U-81 — средняя немецкая подводная лодка типа VIIC времён Второй мировой войны.

## История
Заказ на постройку субмарины был отдан 25 января 1939 года. Лодка была заложена 11 мая 1940 года на верфи Бремен-Вулкан под строительным номером 9, спущена на воду 22 февраля 1941 года. Лодка вошла в строй 26 апреля 1941 года под командованием оберлейтенанта Фридриха Гуггенбергера.

### Командиры

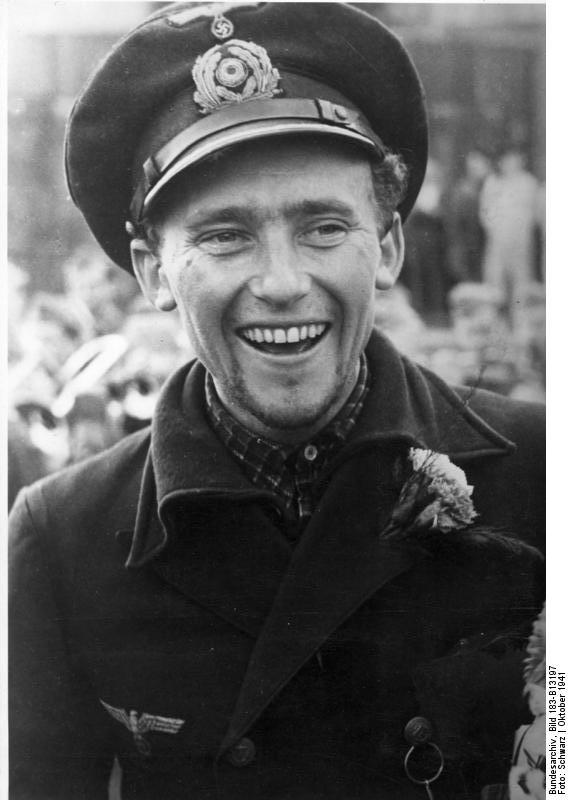
Фридрих Гуггенбергер

- 26 апреля 1941 года — 24 декабря 1942 года капитан-лейтенант Фридрих Гуггенбергер (кавалер Рыцарского железного креста)
- 25 декабря 1942 года — 9 января 1944 года оберлейтенант цур зее Иоганн-Отто Криг (кавалер Рыцарского железного креста)

### Флотилии
- 26 апреля 1941 года — 31 июля 1941 года — 1-я флотилия (учебная)
- 1 августа 1941 года — 30 ноября 1941 года — 1-я флотилия
- 1 декабря 1941 года — 9 января 1944 года — 29-я флотилия

### История службы

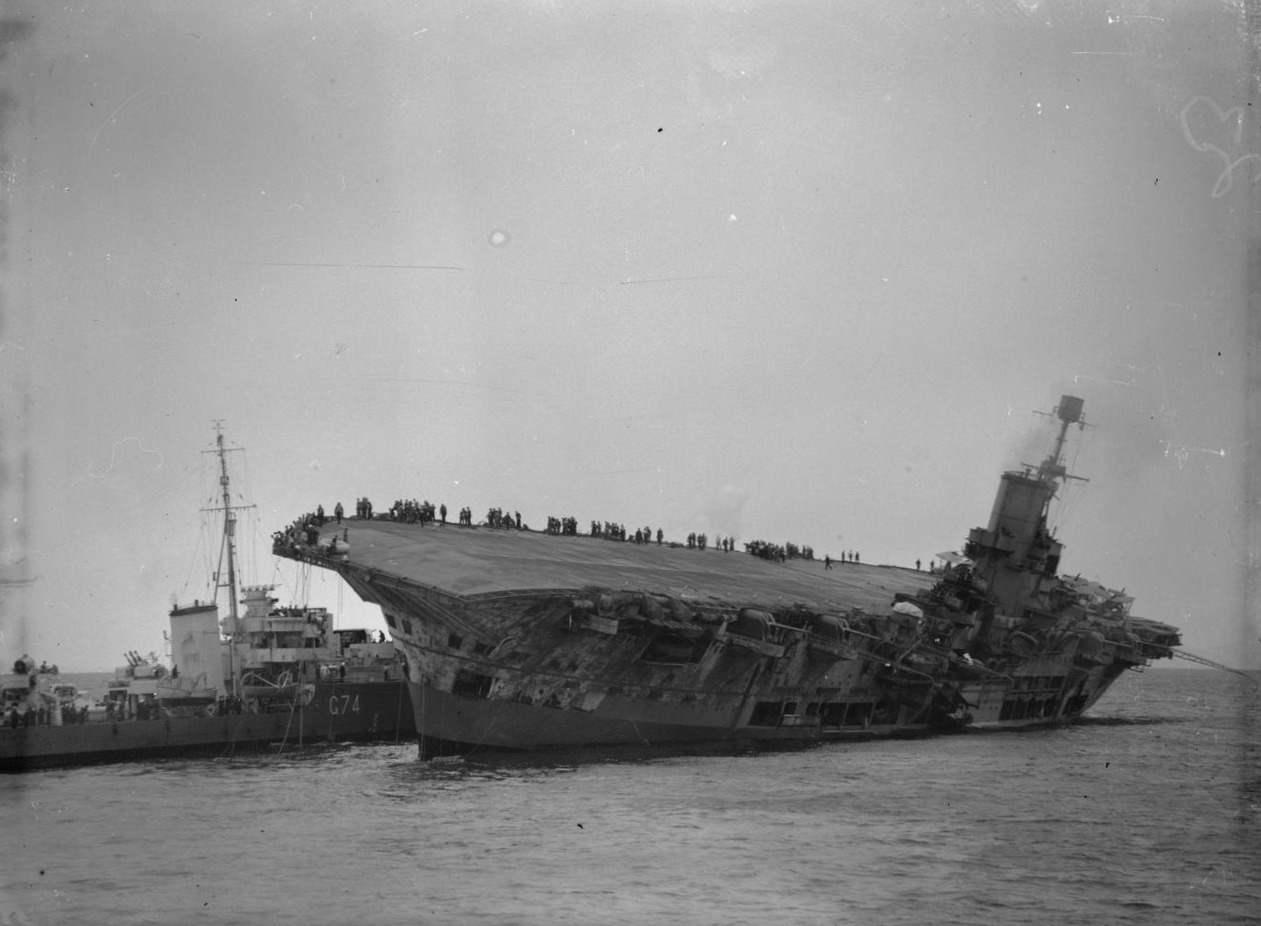
Тонущий авианосец HMS Ark Royal

Лодка совершила 17 боевых походов. Потопила 24 судна суммарным водоизмещением 41 784 брт, вспомогательный военный корабль (1 150 брт), британский ударный авианосец HMS Ark Royal (22 600 тонн), повредила одно судно (6 671 брт), одно судно водоизмещением 7 472 брт после повреждений не восстанавливалось.
Потоплена 9 января 1944 года близ Пулы, в районе с координатами 44°52′ с. ш. 13°51′ в. д. американскими бомбами, 2 человека погибли, остальные спаслись. Поднята 22 апреля 1944 года и разделана на металл.

### Атаки на лодку
- 30 октября 1941 года во время попытки пройти через пролив Гибралтар лодка была атакована и сильно повреждена британским самолётом типа «Каталина». Появившийся следом самолёт типа «Хадсон» сбросил на лодку глубинные бомбы. Сильно повреждённая лодка была вынуждена вернуться в Брест. После спешного ремонта U-81 вновь отправилась форсировать Гибралтарский пролив.
- 13 ноября 1941 года только что вошедшая в Средиземное море U-81 обнаружила британское соединение «H». Торпеда, выпущенная с предельной дистанции, поразила авианосец HMS Ark Royal, который после попыток борьбы за живучесть в итоге на следующий день накренился и затонул. Эсминцы эскорта атаковали подлодку, сбросив 130 глубинных бомб, однако U-81 всё-таки сумела уйти от преследования.
- 27 июня 1943 года лодка была атакована артиллерийским огнём с сирийского берега.